# Rio nell'Elba
Rio nell'Elba es una localidad italiana de la provincia de Livorno, región de Toscana, con 1.198 habitantes.

Ubicación de la ciudad de Rio nell'Elba dentro de la provincia de Livorno.

## Evolución demográfica
| Gráfica de evolución demográfica de Rio nell'Elba entre 1861 y 2001 |
|                                                                     |
| Fuente ISTAT - Elaboración gráfica por parte de Wikipedia           |